# Аріунбаатар Ганбаатар
Аріунбаатар Ганбаатар (1988, Улан-Батор, Монгольська Народна Республіка) — монгольський оперний співак (баритон). Заслужений артист Монголії.
Закінчив Державний університет культури і мистецтв (Улан-Батор) у 2010 році. Переможець Міжнародного конкурсу вокалістів імені М. І. Глінки (2011) та Міжнародного конкурсу імені Петра Чайковського (2015).